# Стопор
Стопор – оборудване на ветроходния кораб. Представлява скосени метални рифлени (оребрени) ушета, с които обикновено се законтрят частите на бягащия такелаж. Здраво задържат опънатото въже и лесно го отпускат при опъване на свободния му край.
Съществуват също ексцентрикови стопори.
|  | Тази страница частично или изцяло представлява превод на страницата „Стопор“ в Уикипедия на руски. Оригиналният текст, както и този превод, са защитени от Лиценза „Криейтив Комънс – Признание – Споделяне на споделеното“, а за съдържание, създадено преди юни 2009 година – от Лиценза за свободна документация на ГНУ. Прегледайте историята на редакциите на оригиналната страница, както и на преводната страница, за да видите списъка на съавторите. ВАЖНО: Този шаблон се отнася единствено до авторските права върху съдържанието на статията. Добавянето му не отменя изискването да се посочват конкретни източници на твърденията, които да бъдат благонадеждни. |